# 爆買
爆買（日语：／ bakugai */?）是日本流行語，指的是一次性购买大量商品，主要用于描述赴日旅游的中国游客狂买日本商品的行为，这种情况到2014年已经蔚然成风。2015年2月，中国游客在农历春节假期到访日本，其间曾大量购买日本各式各样的商品，并带回中国，商品种类从奢侈品到日用品不等。据媒体报道，2015年春节期间，有大约45万名中国游客到日本旅游，共计消费66亿元人民币，约合1140亿日圆，这一现象给了当地企业不小的机遇。中国人的这种扫货行为俨然表现出一种“爆买”的样子，因此该词近年来时常见诸日本报端，同时也被选入日本2015年度“新语、流行语大赏”中。

## 原因
导致中国游客赴日“爆买”的原因大致分为三种：一是日元汇率波动，二是日货被普遍认为质量好、性价比高，三是由于中国税收政策所导致的国内外进口商品价格差。中国大陆现行的税收制度下，赴日带回某些特定的日本商品，比直接从中国境内购买进口日本商品要便宜很多（例如赴日购买化妆品可能会便宜一半），因此日本政府正在扩大免税商品的适用对象。除了为自己或亲朋好友购买个人物品之外，也存在很多以走私、倒卖为目的而赴日购物的中国游客，这种现象在中国被称为“代购”。
日本国土交通省下属的观光厅在2013年12月颁布了《面向外籍游客的消费税免税制度改革》，开始采取针对境外不同地区游客的揽客计划。日本2014年进行的税制改革中，针对访日外籍游客的消费税免税制度的改革正式实行。早前，政府规定的免税商品仅包括家用电器，饰物、服装、鞋类、皮包等，而曾经不在免税商品范围之内的消耗品（食品、饮料、药品、化妆品等诸如此类的商品）在采取一定措施防止违法行为的前提下，现在也可以成为免税对象，而这项措施已于2014年10月正式实施。与此同时，在日本税制改革中，购物方式的多样性以及手续的简化政策也开始实行。而“商品购入记录单”（旅客凭护照在日本商店购买免税商品，这张票据会粘贴在护照上，这样商品方可通过海关离境）和“购入者承诺书”（非日本境内居住的人士还要在承诺书上签名，承诺本人在30天内会带着购买的免税商品离开日本）这两种票据也没有固定的样式，但必须说明的事项也应该印到票据上。由于外国游客数目的急剧增加，以及上述税改政策的实行，2014年开始日本境内免税店的数目也在急剧增加。截至2014年4月1日，正在营业的免税店总计达5777家；而截至2015年4月1日，总数增长到了18779家，几近是2014年的三倍，较2013年增长了约225.1个百分点。